# Wereldkampioenschap voetbal onder 17 - 2003
Het tiende wereldkampioenschap voetbal onder 17 werd gehouden in Finland van 13 tot en met 30 augustus 2003. Spelers geboren na 1 januari 1986 mochten meedoen. Het toernooi werd voor de derde keer gewonnen door Brazilië.

## Gekwalificeerde landen
Er deden 16 teams uit zes confederaties mee. Teams konden zich kwalificeren via een jeugdtoernooi dat binnen elke confederatie georganiseerd werd.
| Confederatie                                   | Kwalificatietoernooi | Gekwalificeerde landen             |
| ---------------------------------------------- | --- | ---------------------------------- |
| AFC (Azië)                                     | Aziatisch kampioenschap voetbal onder 17 - 2002 Verenigde Arabische Emiraten, 6–22 september 2002                          | Jemen Zuid-Korea China             |
| CAF (Afrika)                                   | Afrikaans kampioenschap voetbal onder 17 - 2003 Swaziland, 25 mei – 8 juni 2003                                            | Kameroen Sierra Leone Nigeria      |
| CONCACAF (Noord, Centraal-Amerika & Caribbean) | CONCACAF-kampioenschap voetbal onder 17 - 2003 Guatemala en Canada, 3 maart – 26 april 2003                                | Costa Rica Mexico Verenigde Staten |
| CONMEBOL (Zuid-Amerika)                        | Zuid-Amerikaans kampioenschap voetbal onder 17 - 2003 Bolivia, 1–18 mei 2003                                               | Argentinië Brazilië Colombia       |
| OFC (Oceanië)                                  | Oceanisch kampioenschap voetbal onder 17 - 2003 Nieuw-Caledonië, Amerikaans-Samoa en Australië, 13 februari – 1 maart 2003 | Nieuw-Zeeland                      |
| UEFA (Europa)                                  | Europees kampioenschap voetbal mannen onder 17 - 2003 Portugal, 7–17 mei 2003                                              | Portugal Spanje                    |
| Gastland                                       | Gastland | Finland                            |

## Groepsfase

### Groep A
| Pos. | Land     | GW | W | G | V | DV | DT | +/− | Ptn. |
| ---- | -------- | -- | - | - | - | -- | -- | --- | ---- |
| 1    | Colombia | 3  | 2 | 1 | 0 | 11 | 2  | +9  | 7    |
| 2    | Mexico   | 3  | 1 | 2 | 0 | 5  | 3  | +2  | 5    |
| 3    | Finland  | 3  | 1 | 0 | 2 | 3  | 12 | –9  | 3    |
| 4    | China    | 3  | 0 | 1 | 2 | 5  | 7  | –2  | 1    |

|                        |                         |         |               |                                                                               |
| 13 augustus 2003 17:30 | Finland                 | 2–1     | China         | Töölö Stadium, Helsinki Toeschouwers: 8.344 Scheidsrechter: Heber Lopes (BRA) |
| 13 augustus 2003 17:30 | Parikka 6' Petrescu 64' | Verslag | 4' Jiang Chen | Töölö Stadium, Helsinki Toeschouwers: 8.344 Scheidsrechter: Heber Lopes (BRA) |

|                        |         |     |          |                                                                                  |
| 13 augustus 2003 20:00 | Mexico  | 0–0 | Colombia | Töölö Stadium, Helsinki Toeschouwers: 3.500 Scheidsrechter: Martin Hansson (SWE) |
| 13 augustus 2003 20:00 | Verslag |     |          | Töölö Stadium, Helsinki Toeschouwers: 3.500 Scheidsrechter: Martin Hansson (SWE) |

|                        |                 |         |                                 |                                                                                 |
| 16 augustus 2003 15:00 | China           | 1–2     | Colombia                        | Töölö Stadium, Helsinki Toeschouwers: 4.100 Scheidsrechter: Richard Piper (TRI) |
| 16 augustus 2003 15:00 | Wang Yongpo 67' | Verslag | 73' (pen.) Guarín 80' Hernández | Töölö Stadium, Helsinki Toeschouwers: 4.100 Scheidsrechter: Richard Piper (TRI) |

|                        |         |         |                      |                                                                                   |
| 16 augustus 2003 17:30 | Finland | 0–2     | Mexico               | Töölö Stadium, Helsinki Toeschouwers: 10.176 Scheidsrechter: Eric Braamhaar (NED) |
| 16 augustus 2003 17:30 |         | Verslag | 39' Ceja 51' Herrera | Töölö Stadium, Helsinki Toeschouwers: 10.176 Scheidsrechter: Eric Braamhaar (NED) |

|                        |                                     |         |                                    |                                                                                |
| 19 augustus 2003 17:30 | China                               | 3–3     | Mexico                             | Töölö Stadium, Helsinki Toeschouwers: 4.500 Scheidsrechter: Jerome Damon (RSA) |
| 19 augustus 2003 17:30 | Wang Yongpo 35' Jiang Chen 61', 81' | Verslag | 51' Flores 73' Mariaca 78' Murguía | Töölö Stadium, Helsinki Toeschouwers: 4.500 Scheidsrechter: Jerome Damon (RSA) |

|                        |                                                                            |         |              |                                                                                     |
| 19 augustus 2003 20:00 | Colombia                                                                   | 9–1     | Finland      | Töölö Stadium, Helsinki Toeschouwers: 10.200 Scheidsrechter: Gabriel Brazenas (ARG) |
| 19 augustus 2003 20:00 | Hidalgo 16', 32' (pen.), 50', 61' Ramos 36', 68', 71' Guarín 63' Núñez 74' | Verslag | 41' Petrescu | Töölö Stadium, Helsinki Toeschouwers: 10.200 Scheidsrechter: Gabriel Brazenas (ARG) |

### Groep B
| Pos. | Land       | GW | W | G | V | DV | DT | +/− | Ptn. |
| ---- | ---------- | -- | - | - | - | -- | -- | --- | ---- |
| 1    | Argentinië | 3  | 3 | 0 | 0 | 5  | 0  | +5  | 9    |
| 2    | Costa Rica | 3  | 1 | 1 | 1 | 3  | 3  | 0   | 4    |
| 3    | Nigeria    | 3  | 1 | 1 | 1 | 3  | 3  | 0   | 4    |
| 4    | Australië  | 3  | 0 | 0 | 3 | 1  | 6  | –5  | 0    |

Costa Rica en Nigeria eindigden beide op de tweede plaats. Costa Rica ging door naar de kwartfinale op basis van loting.
|                        |                      |         |           |                                                                              |
| 13 augustus 2003 17:30 | Argentinië           | 2–0     | Australië | Turkustadion, Turku Toeschouwers: 4.124 Scheidsrechter: Eric Braamhaar (NED) |
| 13 augustus 2003 17:30 | Garay 6' Cólzera 69' | Verslag |           | Turkustadion, Turku Toeschouwers: 4.124 Scheidsrechter: Eric Braamhaar (NED) |

|                        |            |         |         |                                                                             |
| 13 augustus 2003 20:00 | Costa Rica | 1–1     | Nigeria | Turkustadion, Turku Toeschouwers: 4.292 Scheidsrechter: Leone Rakaroi (FIJ) |
| 13 augustus 2003 20:00 | Arias 83'  | Verslag | 9' Bala | Turkustadion, Turku Toeschouwers: 4.292 Scheidsrechter: Leone Rakaroi (FIJ) |

|                        |            |         |                    |                                                                           |
| 16 augustus 2003 15:00 | Australië  | 1–2     | Nigeria            | Turkustadion, Turku Toeschouwers: 5.502 Scheidsrechter: Heber Lopes (BRA) |
| 16 augustus 2003 15:00 | Giraldi 2' | Verslag | 73' Mikel 84' Bala | Turkustadion, Turku Toeschouwers: 5.502 Scheidsrechter: Heber Lopes (BRA) |

|                        |                  |         |            |                                                                            |
| 16 augustus 2003 17:30 | Argentinië       | 2–0     | Costa Rica | Turkustadion, Turku Toeschouwers: 5.462 Scheidsrechter: Jerome Damon (RSA) |
| 16 augustus 2003 17:30 | Peirone 84', 90' | Verslag |            | Turkustadion, Turku Toeschouwers: 5.462 Scheidsrechter: Jerome Damon (RSA) |

|                        |         |         |             |                                                                              |
| 19 augustus 2003 17:30 | Nigeria | 0–1     | Argentinië  | Turkustadion, Turku Toeschouwers: 6.104 Scheidsrechter: Martin Hansson (SWE) |
| 19 augustus 2003 17:30 |         | Verslag | 59' Faurlín | Turkustadion, Turku Toeschouwers: 6.104 Scheidsrechter: Martin Hansson (SWE) |

|                        |           |         |                                  |                                                                                |
| 19 augustus 2003 20:00 | Australië | 0–2     | Costa Rica                       | Turkustadion, Turku Toeschouwers: 5.424 Scheidsrechter: Khalil Al-Ghamdi (KSA) |
| 19 augustus 2003 20:00 |           | Verslag | 62' (pen.) Rodríguez 75' Salazar | Turkustadion, Turku Toeschouwers: 5.424 Scheidsrechter: Khalil Al-Ghamdi (KSA) |

### Groep C
| Pos. | Land     | GW | W | G | V | DV | DT | +/− | Ptn. |
| ---- | -------- | -- | - | - | - | -- | -- | --- | ---- |
| 1    | Brazilië | 3  | 2 | 1 | 0 | 9  | 1  | +8  | 7    |
| 2    | Portugal | 3  | 1 | 1 | 1 | 9  | 13 | –4  | 4    |
| 3    | Kameroen | 3  | 0 | 3 | 0 | 7  | 7  | 0   | 3    |
| 4    | Jemen    | 3  | 0 | 1 | 2 | 4  | 8  | –4  | 1    |

|                        |                                              |         |                                                         |                                                                                   |
| 14 augustus 2003 17:30 | Jemen                                        | 3–4     | Portugal                                                | Ratina Stadion, Tampere Toeschouwers: 6.400 Scheidsrechter: Ravshan Irmatov (UZB) |
| 14 augustus 2003 17:30 | Al-Badani 31' Sharyan 45+2' Sousa 77' (e.d.) | Verslag | 56' Sousa 68' Curto 80' M. Fernandes 82' (e.d.) Al-Safi | Ratina Stadion, Tampere Toeschouwers: 6.400 Scheidsrechter: Ravshan Irmatov (UZB) |

|                        |                  |         |           |                                                                                   |
| 14 augustus 2003 20:00 | Kameroen         | 1–1     | Brazilië  | Ratina Stadion, Tampere Toeschouwers: 8.250 Scheidsrechter: Marco Rodríguez (MEX) |
| 14 augustus 2003 20:00 | Joseph Mawaye 5' | Verslag | 38' Abuda | Ratina Stadion, Tampere Toeschouwers: 8.250 Scheidsrechter: Marco Rodríguez (MEX) |

|                        |          |         |                                                             |                                                                                     |
| 17 augustus 2003 15:00 | Portugal | 0–5     | Brazilië                                                    | Ratina Stadion, Tampere Toeschouwers: 10.190 Scheidsrechter: Gabriel Brazenas (ARG) |
| 17 augustus 2003 15:00 |          | Verslag | 20' Léo 52' Abuda 68' (pen.) Ederson 77' Evandro 86' Thyago | Ratina Stadion, Tampere Toeschouwers: 10.190 Scheidsrechter: Gabriel Brazenas (ARG) |

|                        |             |         |            |                                                                                |
| 17 augustus 2003 17:30 | Jemen       | 1–1     | Kameroen   | Ratina Stadion, Tampere Toeschouwers: 6.855 Scheidsrechter: Eddy Maillet (SEY) |
| 17 augustus 2003 17:30 | Juaim 90+2' | Verslag | 74' Mawaye | Ratina Stadion, Tampere Toeschouwers: 6.855 Scheidsrechter: Eddy Maillet (SEY) |

|                        |                             |         |       |                                                                                   |
| 20 augustus 2003 17:30 | Brazilië                    | 3–0     | Jemen | Ratina Stadion, Tampere Toeschouwers: 5.896 Scheidsrechter: Marco Rodríguez (MEX) |
| 20 augustus 2003 17:30 | Evandro 28', 32' Arouca 86' | Verslag |       | Ratina Stadion, Tampere Toeschouwers: 5.896 Scheidsrechter: Marco Rodríguez (MEX) |

|                        |                                            |         |                                                           |                                                                                  |
| 20 augustus 2003 20:00 | Portugal                                   | 5–5     | Kameroen                                                  | Ratina Stadion, Tampere Toeschouwers: 4.723 Scheidsrechter: Eric Braamhaar (NED) |
| 20 augustus 2003 20:00 | Vieirinha 21' Curto 36', 43', 44' Gama 52' | Verslag | 70' (e.d.) T. Costa 74', 76' N'Gal 88' N'Guémo 90+4' Mbia | Ratina Stadion, Tampere Toeschouwers: 4.723 Scheidsrechter: Eric Braamhaar (NED) |

### Groep D
| Pos. | Land             | GW | W | G | V | DV | DT | +/− | Ptn. |
| ---- | ---------------- | -- | - | - | - | -- | -- | --- | ---- |
| 1    | Spanje           | 3  | 2 | 1 | 0 | 8  | 5  | +3  | 7    |
| 2    | Verenigde Staten | 3  | 2 | 0 | 1 | 8  | 4  | +4  | 6    |
| 3    | Zuid-Korea       | 3  | 1 | 0 | 2 | 6  | 11 | –5  | 3    |
| 4    | Sierra Leone     | 3  | 0 | 1 | 2 | 6  | 8  | –2  | 1    |

|                        |                  |         |                                                             |                                                                            |
| 14 augustus 2003 17:30 | Zuid-Korea       | 1–6     | Verenigde Staten                                            | Lahtistadion, Lahti Toeschouwers: 3.240 Scheidsrechter: Eddy Maillet (SEY) |
| 14 augustus 2003 17:30 | Owens 11' (e.d.) | Verslag | 16', 89', 90+2' (pen.) Adu 26' Owens 54' Watson 75' Curfman | Lahtistadion, Lahti Toeschouwers: 3.240 Scheidsrechter: Eddy Maillet (SEY) |

|                        |                                   |         |                                |                                                                                |
| 14 augustus 2003 20:00 | Spanje                            | 3–3     | Sierra Leone                   | Lahtistadion, Lahti Toeschouwers: 3.150 Scheidsrechter: Khalil Al-Ghamdi (KSA) |
| 14 augustus 2003 20:00 | Rodríguez 8' Sisi 15' Nadal 90+6' | Verslag | 34', 73' Barlay 36' (e.d.) Ruz | Lahtistadion, Lahti Toeschouwers: 3.150 Scheidsrechter: Khalil Al-Ghamdi (KSA) |

|                        |                             |         |              |                                                                               |
| 17 augustus 2003 15:00 | Verenigde Staten            | 2–1     | Sierra Leone | Lahtistadion, Lahti Toeschouwers: 4.950 Scheidsrechter: Ravshan Irmatov (UZB) |
| 17 augustus 2003 15:00 | González 45' (pen.) Adu 89' | Verslag | 32' Sesay    | Lahtistadion, Lahti Toeschouwers: 4.950 Scheidsrechter: Ravshan Irmatov (UZB) |

|                        |                                       |         |                     |                                                                               |
| 17 augustus 2003 17:30 | Zuid-Korea                            | 2–3     | Spanje              | Lahtistadion, Lahti Toeschouwers: 3.470 Scheidsrechter: Marco Rodríguez (MEX) |
| 17 augustus 2003 17:30 | Yang Dong-hyun 45' Sánchez 59' (e.d.) | Verslag | 65', 73', 76' Silva | Lahtistadion, Lahti Toeschouwers: 3.470 Scheidsrechter: Marco Rodríguez (MEX) |

|                        |                  |         |                                                      |                                                                             |
| 20 augustus 2003 17:30 | Sierra Leone     | 2–3     | Zuid-Korea                                           | Lahtistadion, Lahti Toeschouwers: 2.475 Scheidsrechter: Leone Rakaroi (FIJ) |
| 20 augustus 2003 17:30 | Metzger 36', 51' | Verslag | 28' Han Dong-won 74' Yang Dong-hyun 78' Lee Yong-rae | Lahtistadion, Lahti Toeschouwers: 2.475 Scheidsrechter: Leone Rakaroi (FIJ) |

|                        |                  |         |                         |                                                                           |
| 20 augustus 2003 20:00 | Verenigde Staten | 0–2     | Spanje                  | Lahtistadion, Lahti Toeschouwers: 3.825 Scheidsrechter: Heber Lopes (BRA) |
| 20 augustus 2003 20:00 |                  | Verslag | 11' Jurado 70' Fàbregas | Lahtistadion, Lahti Toeschouwers: 3.825 Scheidsrechter: Heber Lopes (BRA) |

## Knock-outfase
|  | kwartfinale                 | kwartfinale                 |                             |              | halve finale                | halve finale                |       |  | finale | finale |
|  |                             |                             |                             |              |                             |                             |       |  |        |        |
|  | 24 augustus 2003 – Turku    |                             |                             |              |                             |                             |       |  |        |        |
|  |                             |                             |                             |              |                             |                             |       |  |        |        |
|  | Brazilië                    | 3                           |                             |              |                             |                             |       |  |        |        |
|  | Brazilië                    | 3                           | 27 augustus 2003 – Tampere  |              |                             |                             |       |  |        |        |
|  | Verenigde Staten            | 0                           |                             |              |                             |                             |       |  |        |        |
|  | Verenigde Staten            | 0                           | Brazilië                    | 2            |                             |                             |       |  |        |        |
|  | 23 augustus 2003 – Lahti    |                             | Brazilië                    | 2            |                             |                             |       |  |        |        |
|  |                             | Colombia                    | 0                           |              |                             |                             |       |  |        |        |
|  | Argentinië                  | Colombia                    | 0                           | 2            |                             |                             |       |  |        |        |
|  | Argentinië                  |                             | 30 augustus 2003 – Helsinki | 2            |                             |                             |       |  |        |        |
|  | Mexico                      | 0                           |                             |              |                             |                             |       |  |        |        |
|  | Mexico                      | 0                           | Brazilië                    | 1            |                             |                             |       |  |        |        |
|  | 23 augustus 2003 – Helsinki |                             | Brazilië                    | 1            |                             |                             |       |  |        |        |
|  |                             | Spanje                      | 0                           |              |                             |                             |       |  |        |        |
|  | Colombia                    | Spanje                      | 0                           | 2            |                             |                             |       |  |        |        |
|  | Colombia                    | 27 augustus 2003 – Helsinki |                             | 2            |                             |                             |       |  |        |        |
|  | Costa Rica                  |                             |                             |              |                             |                             |       |  |        |        |
|  | Argentinië                  | 2                           | derde plaats                | derde plaats |                             |                             |       |  |        |        |
|  | Argentinië                  | 2                           | derde plaats                | derde plaats | 24 augustus 2003 – Tampere  |                             |       |  |        |        |
|  |                             | Spanje                      | 3                           |              | 30 augustus 2003 – Helsinki | 30 augustus 2003 – Helsinki |       |  |        |        |
|  | Portugal                    | Spanje                      | 3                           | 2            | 30 augustus 2003 – Helsinki | 30 augustus 2003 – Helsinki |       |  |        |        |
|  | Portugal                    |                             |                             |              |                             | Colombia                    | 1 (4) |  |        |        |
|  | Spanje                      | 5                           |                             |              |                             | Colombia                    | 1 (4) |  |        |        |
|  | Spanje                      | 5                           | Argentinië                  | 1 (5)        |                             |                             |       |  |        |        |
|  |                             |                             | Argentinië                  | 1 (5)        |                             |                             |       |  |        |        |

### Kwartfinale
|                        |                   |         |            |                                                                                |
| 23 augustus 2003 14:00 | Colombia          | 2–0     | Costa Rica | Töölö Stadium, Helsinki Toeschouwers: 2.340 Scheidsrechter: Eddy Maillet (SEY) |
| 23 augustus 2003 14:00 | Otalvaro 25', 43' | Verslag |            | Töölö Stadium, Helsinki Toeschouwers: 2.340 Scheidsrechter: Eddy Maillet (SEY) |

|                        |                         |         |        |                                                                              |
| 23 augustus 2003 18:00 | Argentinië              | 2–0     | Mexico | Lahtistadion, Lahti Toeschouwers: 5.030 Scheidsrechter: Eric Braamhaar (NED) |
| 23 augustus 2003 18:00 | Cardozo 34' Peirone 45' | Verslag |        | Lahtistadion, Lahti Toeschouwers: 5.030 Scheidsrechter: Eric Braamhaar (NED) |

|                        |                                      |         |                  |                                                                              |
| 24 augustus 2003 14:00 | Brazilië                             | 3–0     | Verenigde Staten | Turkustadion, Turku Toeschouwers: 6.150 Scheidsrechter: Martin Hansson (SWE) |
| 24 augustus 2003 14:00 | Leonardo 18' Ederson 61' Evandro 64' | Verslag |                  | Turkustadion, Turku Toeschouwers: 6.150 Scheidsrechter: Martin Hansson (SWE) |

|                        |                                                             |         |                        |                                                                                    |
| 24 augustus 2003 18:00 | Spanje                                                      | 5–2     | Portugal               | Ratina Stadion, Tampere Toeschouwers: 5.387 Scheidsrechter: Gabriel Brazenas (ARG) |
| 24 augustus 2003 18:00 | Sánchez 28' Fàbregas 42', 78' Nadal 50' Jurado 90+4' (pen.) | Verslag | 3' Curto 87' Vieirinha | Ratina Stadion, Tampere Toeschouwers: 5.387 Scheidsrechter: Gabriel Brazenas (ARG) |

### Halve finale
|                        |          |         |                |                                                                                   |
| 27 augustus 2003 17:00 | Colombia | 0–2     | Brazilië       | Ratina Stadion, Tampere Toeschouwers: 7.675 Scheidsrechter: Marco Rodríguez (MEX) |
| 27 augustus 2003 17:00 |          | Verslag | 16', 72' Abuda | Ratina Stadion, Tampere Toeschouwers: 7.675 Scheidsrechter: Marco Rodríguez (MEX) |

|                        |                      |            |                               |                                                                                  |
| 27 augustus 2003 20:00 | Argentinië           | 2–3 (n.v.) | Spanje                        | Töölö Stadium, Helsinki Toeschouwers: 5.030 Scheidsrechter: Martin Hansson (SWE) |
| 27 augustus 2003 20:00 | Biglia 11' Garay 31' | Verslag    | 48', 119' Fàbregas 53' Jurado | Töölö Stadium, Helsinki Toeschouwers: 5.030 Scheidsrechter: Martin Hansson (SWE) |

### Troostfinale
|                        |                                            |            |                                            |                                                                                |
| 30 augustus 2003 13:00 | Colombia                                   | 1–1 (n.v.) | Argentinië                                 | Töölö Stadium, Helsinki Toeschouwers: 6.400 Scheidsrechter: Eddy Maillet (SEY) |
| 30 augustus 2003 13:00 | Hidalgo 53' (pen.)                         | Verslag    | 4' Lagos                                   | Töölö Stadium, Helsinki Toeschouwers: 6.400 Scheidsrechter: Eddy Maillet (SEY) |
| 30 augustus 2003 13:00 | Strafschoppen                              |            |                                            | Töölö Stadium, Helsinki Toeschouwers: 6.400 Scheidsrechter: Eddy Maillet (SEY) |
| 30 augustus 2003 13:00 | Hidalgo Otalvaro Guarín Núñez Movil Vargas | 4–5        | Garay Formica Faurlín Cólzera Díaz Hassell | Töölö Stadium, Helsinki Toeschouwers: 6.400 Scheidsrechter: Eddy Maillet (SEY) |

### Finale
|                        |             |         |        |                                                                                   |
| 30 augustus 2003 16:00 | Brazilië    | 1–0     | Spanje | Töölö Stadium, Helsinki Toeschouwers: 10.452 Scheidsrechter: Eric Braamhaar (NED) |
| 30 augustus 2003 16:00 | Leonardo 7' | Verslag |        | Töölö Stadium, Helsinki Toeschouwers: 10.452 Scheidsrechter: Eric Braamhaar (NED) |